# Magnetograma
El término magnetograma tiene dos significados, utilizados por separado en los contextos de campos magnéticos del Sol y la Tierra.
En el contexto del campo magnético del Sol, el término magnetograma se refiere a una representación pictórica de las variaciones espaciales en la intensidad del campo magnético solar. Los magnetogramas son a menudo producidos gracias al efecto Zeeman (o, en algunos casos, el efecto Hanle), el cual George Ellery Hale empleó en la primera manifestación que una mancha solar era de origen magnético, en 1908.  Los magnetogramas solares está producidos por instrumentos equipados en los telescopios conocidos como magnetógrafos.  Algunos magnetógrafos sólo pueden medir la componente del campo magnético a lo largo de la línea de visión del observador a la fuente (la componente " longitudinal " del campo).  Un ejemplo de tal magnetógrafo de "línea-de-vista" o "longitudinal" es el Michelson Doppler Imager (MDI), un instrumento científico que toma magnetogramas del Sol para medir la velocidad y los campos magnéticos en la fotosfera solar para aprender sobre la zona de convección y sobre los campos magnéticos que controlan la estructura de la corona solar.  Un magnetógrafo vector también mide la componente de la perpendicular del campo magnético a la línea de vista (la componente" transversal" del campo), así que las tres componentes del vector de campo magnético pueden ser deducidas. Dos ejemplos incluyen el instrumento de SOLIS del Observatorio Solar Nacional y el Helioseismic y Magnético Imager a bordo el satélite de Observatorio de Dinámica Solar de NASA.
En el contexto de la geofísica, un magnetograma es una medida de la variación temporal de la fuerza local y dirección del campo geomagnético.  Tales magnetogramas han existido desde el tiempo victoriano, y la Encuesta Geológica británica ha preservado grabaciones del 1850s, mostrando los efectos del Acontecimiento Carrington de 1859, la tormenta magnética conocida en la Tierra.